# Hofgericht (Großherzogtum Hessen)
Ein Hofgericht war zunächst in der Landgrafschaft Hessen-Darmstadt, dann im Großherzogtums Hessen ein Obergericht, dem Oberappellationsgericht Darmstadt nachgeordnet. Hofgerichte bestanden hier bis 1879.

## Entstehung
Die Ursprünge der Hofgerichte liegen in den landgräflichen Kanzleien, aus denen später die Regierungen hervorgingen. Die Funktionen der Verwaltung und der Rechtsprechung waren in diesen Einrichtungen noch nicht getrennt. Mit zwei Organisationsedikten vom 12. Oktober 1803 wurde die Landgrafschaft Hessen-Darmstadt in erheblichem Umfang modernisiert, vor allem auch auf mittlerer Ebene die Trennung der Rechtsprechung von der Verwaltung vollzogen. Die Verwaltung nahm nun ein Regierungskollegium, die Rechtsprechung ein Justizkollegium wahr. Letzteres erhielt durch die Ausführungsverordnung vom 9. Dezember 1803 die Bezeichnung „Hofgericht“.

## Zuständigkeiten

### Örtliche Zuständigkeit und Sitz
Die örtliche Zuständigkeit der Hofgerichte erstreckte sich jeweils über eine der drei (später zwei) rechtsrheinischen Provinzen des Großherzogtums. Den Sitz hatte das Hofgericht in der „Hauptstadt“ der jeweiligen Provinz, Darmstadt und Gießen, nach denen die Gerichte auch bezeichnet wurden: Hofgericht Darmstadt (für die Provinz Starkenburg) und Hofgericht Gießen (für die Provinz Oberhessen). Für die Provinz Westfalen war das von 1802 bis 1815 das Hofgericht Arnsberg.
Im Bereich der linksrheinischen Provinz Rheinhessen galten abweichende Rahmenbedingungen: Sowohl das Prozessrecht als auch das materielle Recht basierten auf dem französischen Recht, das in der Zeit, in der diese Gebiete zu Frankreich gehörten – zuletzt unter Napoleon bis 1814 – übernommen worden war. Hier wurde die zweite Instanz als Obergericht für die Provinz Rheinhessen in Mainz bezeichnet.

### Sachliche Zuständigkeit
In bürgerlichen Streitsachen waren die Hofgerichte zweite Instanz.
Erstinstanzlich wurden sie im Bereich des Familienrechts, des Strafrechts bei schweren Verbrechen und für Personen tätig, die ein entsprechendes Gerichtsstandsprivileg besaßen, insbesondere der schriftsässige (höherer) Adel.

### Instanzielle Position
Übergeordnet war den Hofgerichten das Oberappellationsgericht in Darmstadt.
Nachgeordnete Gerichte waren zunächst die Ämter. Als 1821 im Großherzogtum Hessen auch in den rechtsrheinischen Provinzen auf dieser Ebene Verwaltung und Rechtsprechung getrennt wurden, entstanden im nachgeordneten Bereich der Hofgerichte zunächst unterschiedliche Strukturen:
- In den Dominiallanden (Gebiete ungeteilter staatlicher Souveränität) wurden für die Rechtsprechung Landgerichte eingerichtet.
- In den Souveränitätslanden (Gebiete, in denen sich die Rechtsprechung in der Hand adeliger Familien befand) war das differenzierter:
  - Soweit es sich um Patrimonialgerichte und kleinere Standesherrschaften mit einer Gerichtsbarkeit handelte, die keinen eigenen Instanzenzug hatte, war das Hofgericht Darmstadt ebenfalls die zweite Instanz.
  - In größeren Standesherrschaften mit einer eigenen Justizkanzlei war diese die zweite Instanz. Erst Berufungen gegen Urteile einer Justizkanzlei gelangten an das Hofgericht, das in diesen Bereichen die dritte Instanz bildete. Der Rechtszug in diesen Gebieten wies also vier Instanzen auf. Justizkanzleien, die auch für Gebiete zuständig waren, die zum Großherzogtum Hessen gehörten, waren:
    - Amorbach – für die Standesherrschaft Löwenstein-Wertheim,
    - Büdingen (1817–1825[5]) – für die Standesherrschaft Isenburg und
    - Gedern – für die Standesherrschaft Stolberg (später mit der isenburgischen in Büdingen zusammengelegt) – und
    - Hungen (1806–1823[6]) – für die Standesherrschaft Solms.
    - Michelstadt – für die Standesherrschaft Erbach und Kondominate mit Löwenstein-Wertheim.[Anm. 2]

Nachdem diese Sonderformen der Gerichtsverfassung in den 1820er Jahren durch Verträge zwischen dem Staat und den Standesherren endgültig aufgelöst und die Aufgaben der Justizkanzleien auf die Hofgerichte übertragen waren, bestanden in dem den Hofgerichten nachgeordneten Bereichen ausschließlich noch Landgerichte, mit zwei Ausnahmen: Die für die Städte Darmstadt und Gießen zuständigen erstinstanzlichen Gerichte führten die Bezeichnung „Stadtgericht“ (ohne dass es einen Unterschied in der sachlichen Zuständigkeit zu den Landgerichten gab).

## Ende
Mit dem Gerichtsverfassungsgesetz von 1877 wurden Organisation und Bezeichnungen der Gerichte reichsweit vereinheitlicht. Zum 1. Oktober 1879 hob das Großherzogtum Hessen deshalb die Hofgerichte auf. Funktional ersetzt wurden sie durch Landgerichte in Darmstadt und Gießen.